# Айкене
Айкене — пески, расположенные в западной части Жамбылской области, к северо-востоку от хребта Каратау, в низовьях реки Талас. Площадь — 3200 км².
На территории Айкене расположены многочисленные впадины, которые весной заполняются талой водой. Летом образующиеся озёра пересыхают.
Из растений здесь встречаются саксаул, полынь, эфедра. На солончаках произрастают саксаул и солянка восточная (куйреук).